# John Cochrane (General)

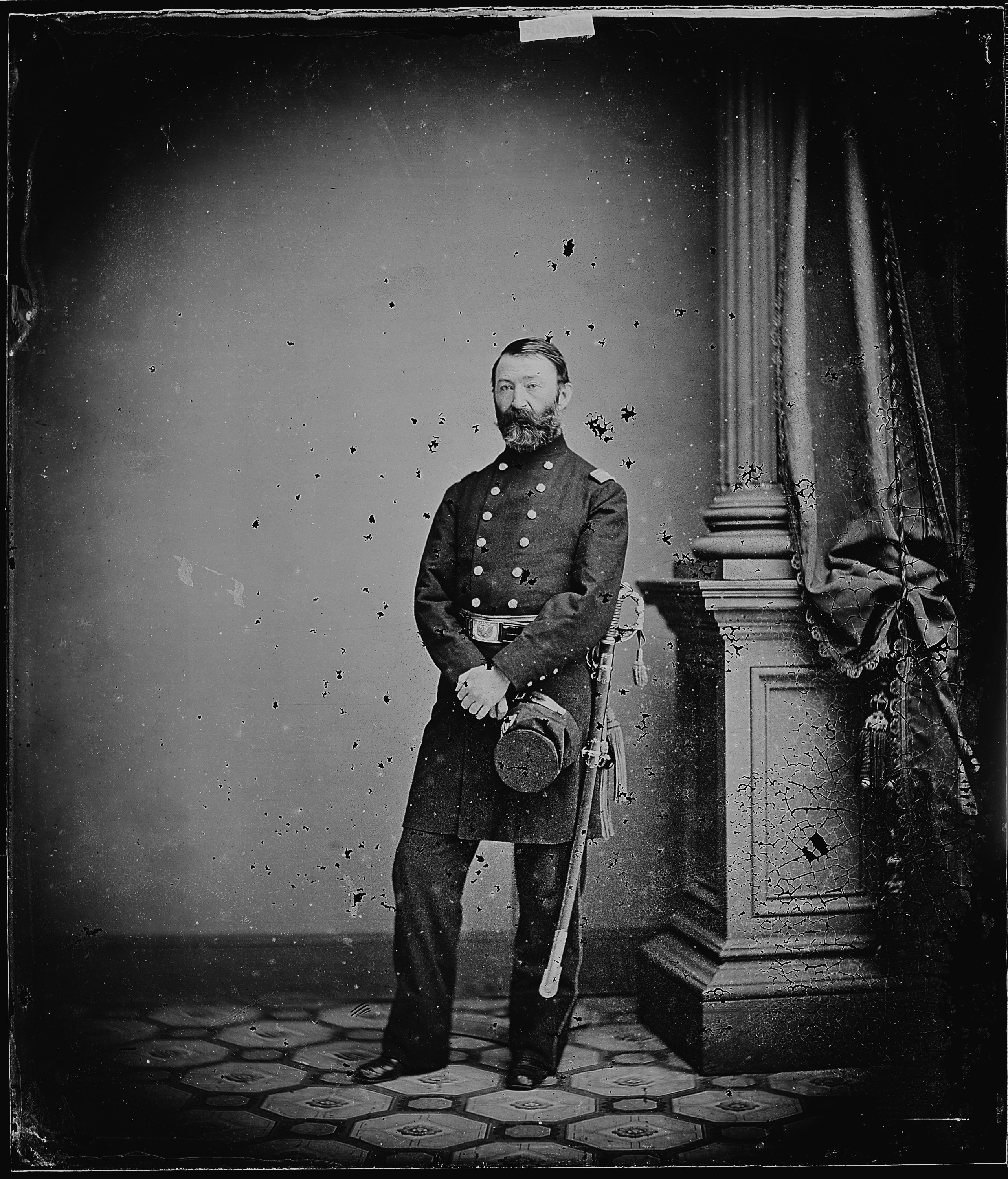
John Cochrane

John Cochrane (* 27. August 1813 in Palatine, Montgomery County, New York; † 7. Februar 1898 in New York City) war ein US-amerikanischer Offizier und Politiker. Zwischen 1857 und 1861 vertrat er den Bundesstaat New York im US-Repräsentantenhaus; anschließend bekleidete er während des Bürgerkrieges den Rang eines Brigadegenerals im Heer der Union.

## Werdegang
John Cochrane besuchte das Union College in Schenectady und danach bis 1831 das Hamilton College in Clinton. Nach einem anschließenden Jurastudium und seiner 1834 erfolgten Zulassung als Rechtsanwalt begann er in Palatine in diesem Beruf zu arbeiten. Später praktizierte er auch in Oswego und Schenectady. Im Jahr 1846 zog er nach New York City. Politisch schloss er sich der Demokratischen Partei an. Bei den Präsidentschaftswahlen des Jahres 1852 machte er Wahlkampf für den demokratischen Kandidaten Franklin Pierce. Nach dessen Wahlsieg und Amtsantritt ernannte er Cochrane zum Aufseher über den New Yorker Hafen. Dieses Amt bekleidete er bis 1857.
Bei den Kongresswahlen des Jahres 1856 wurde Cochrane im sechsten Wahlbezirk von New York in das US-Repräsentantenhaus in Washington, D.C. gewählt, wo er am 4. März 1857 die Nachfolge von John Wheeler antrat. Nach einer Wiederwahl konnte er bis zum 3. März 1861 zwei Legislaturperioden im Kongress absolvieren. Diese waren von den Ereignissen im unmittelbaren Vorfeld des Bürgerkrieges geprägt. Zwischen 1857 und 1859 leitete Cochrane den Handelsausschuss. 1860 wurde er nicht wiedergewählt. Im selben Jahr nahm er als Delegierter an den beiden Democratic National Conventions in Charleston und Baltimore teil.
Zwischen dem 11. Juni 1861 und dem 25. Februar 1863 war John Cochrane Offizier im Heer der Union. Dabei brachte er es bis zum Brigadegeneral. Danach quittierte er den Militärdienst, offiziell aus gesundheitlichen Gründen. Der wahrscheinlich wirkliche Grund für seine Demission waren persönliche Differenzen mit anderen Generälen. Zwischen 1864 und 1865 übte er das Amt des Attorney General im Staat New York aus. Im Jahr 1864 nominierten ihn die Radical Republicans, der radikale Flügel der Republikanischen Partei als ihren Vizepräsidentschaftskandidaten. Der Präsidentschaftskandidat John C. Frémont zog aber seine Bewerbung vor der Wahl zurück und Cochrane schloss sich diesem Schritt an. Im Mai 1868 war er Delegierter zur Republican National Convention in Chicago, auf der Ulysses S. Grant als Präsidentschaftskandidaten nominiert wurde. Im selben Jahr arbeitete er für die Finanzbehörde im sechsten Bezirk des Staates New York. Präsident Grant bot ihm die Stelle eines Botschafters in Uruguay und Paraguay an, die er aber ablehnte. Im Jahr 1872 schloss sich Cochrane der kurzlebigen Liberal Republican Party an. Er war Delegierter auf deren Bundesparteitag in Cincinnati. Später kehrte er zu den Demokraten zurück. Dabei war er auch in der Tammany Hall aktiv. In den Jahren 1872 und 1883 gehörte er dem Stadtrat von New York an. 1889 war er für kurze Zeit Polizeirichter in New York. Dort starb er auch am 7. Februar 1898.